# 南洋镇
南洋镇是中华人民共和国江苏省盐城市亭湖区下辖的一个镇。
2010年7月25日，江苏省人民政府批复同意撤销青墩镇、南洋镇，将原青墩镇所辖区域和原南洋镇所辖黄海、盐东、盐海、曙光、高产5个居委会及民航、东团、三洼、新洋4个村委会区域合并设立新的南洋镇，镇政府驻南洋集镇盐黄路26号。

## 行政区划
南洋镇下辖以下村级行政区划单位：
黄海社区、盐东社区、盐海社区、曙光社区、高产社区、三尖社区、民航村、新洋村、东团村、青墩村、月青村、才坝村、盐中村、洋湾村、利民村、头灶村、潭尖村、曰康村、方向村、自然村、股园村、正东村、龙碾村、陈井村、才堂村、兴隆村、龙庙村和三洼村。